# アップアップガールズ（仮） 3rd LIVE 横浜BLITZ大決戦（仮）
『アップアップガールズ（仮） 3rd LIVE 横浜BLITZ大決戦（仮）』（かっこ アップアップガールズ かっこかり サード ライブ よこはまブリッツだいけっせん かっこかり かっことじ）は、女性アイドルグループ、アップアップガールズ（仮）が2013年4月13日に横浜BLITZで開催した単独ライブである。
同グループはこのライブで全20曲を披露した。そして、初の単独ライブツアー「アップアップガールズ（仮）1stライブハウスツアー アプガ第二章（仮）開戦」が2013年8月31日から行われ、中でも8月31日の公演は、今回と同じ横浜BLITZにて「横浜リベンジ決戦」として行われること等をサプライズで発表した。
また、このライブのDVDは2013年7月31日に一般発売された。
以下当項目では、このライブを横浜BLITZ大決戦と記す。

## 横浜BLITZ
ハロー!プロジェクトの研修生『ハロプロエッグ』出身であるアップアップガールズ（仮）（以下、アプガ）のメンバーにとって、横浜BLITZ大決戦の会場である横浜BLITZは「特別な意味を持つ場所」である。2007年8月26日に行われた『2007 ハロープロジェクト 新人公演8月 〜横浜で会いましょう〜』の会場が横浜BLITZで、以降、2008年3月・11月、2009年4月（アプガのメンバーの佐藤綾乃のお披露目公演）・9月・11月、2010年3月・6月・9月・11月に新人公演が横浜BLITZで開催されている。
中でも、約2年半前である2010年11月28日に同所で行われた『2010 ハロー!プロジェクト新人公演11月 〜横浜JUMP!〜』（以下、最後の新人公演）は、ハロプロエッグとして最後の公演である。同公演では、観客によって客席が白サイリウムで覆われるサプライズがあった。アプガのメンバーは、それ以来横浜BLITZに来ていない。ところで、アプガのメンバーの古川小夏は、ハロプロエッグ時代中野サンプラザや横浜アリーナでの公演を経験していたため、横浜BLITZについて以下のように語っている。
その後ハロプロエッグの研修課程を修了し、アップフロントガールズ（仮）が結成され、キャパシティ約300人のTFMホールでイベントが開催された時、客席を埋めることが出来ず、現実を知ることとなった。
また、2012年9月に行われた初の単独ライブアップアップガールズ（仮） 1st LIVE 代官山決戦（仮）（以下、代官山決戦）では、佐藤は横浜BLITZでアプガのライブを行うという目標を立てていた。その後、横浜BLITZ大決戦のMCでは「こんなに早く実現するとは思ってなかった」と述べた。

## 開催発表から当日まで
アプガは、2012年12月15日、ラフォーレミュージアム六本木にてアップアップガールズ（仮） 2nd LIVE 六本木決戦（仮）（以下、六本木決戦）を開催したが、その中で2013年4月13日に第3弾の単独ライブ（横浜BLITZ大決戦）を横浜BLITZで開催することを発表した。
2013年1月6日にはCDJournalの取材を受け、横浜BLITZ大決戦に対する意気込みを語った。佐藤は「会場が取り壊しになっちゃうので。失敗したらリベンジできないんです」と述べた。
2月24日から4月6日にかけては、TOWER RECORDS Presents アップアップガールズ（仮）対バン行脚（仮）（以下、対バン行脚）が行われた。「戦いが足りない」アプガが横浜BLITZ大決戦を成功させるために、対バン形式でライブツアーを実施したものである。森咲樹は、対バン行脚が始まる前に「4月13日に繋げられるように、毎回ワンステップ上がっていけたら」とコメントし、終わった後に「他のグループさんのパフォーマンスをじっくり観て、良いところをしっかり学べた」とコメントした。
一方で、4月1日には横浜BLITZ大決戦のリハーサルが始まった。この時期は3月30日から4月6日まで8日連続イベントを行っており、朝昼はリハーサルや他の仕事、夜は4月1日から5日まで5日連続で2.5D決戦というイベントに参加するというスケジュールだった。その中で、佐藤が体調を崩し、4月6日に行われた対バン行脚の「〜東京決戦 VS BiS〜」のリハーサルの一部時間帯において参加できなくなり、見学を余儀なくされた。
4月11日にはゲネプロ（最終通し）が行われた。前回の単独ライブ（六本木決戦）のゲネプロはマイク無しで行われたが、今回はスタジオでマイクを持って行われた。ハロプロエッグ時代にはマイクを持って行うのが当然だったが、今回はそのことが「幸せだと思った」と佐藤は感想を残した。また、関根梓も「今じゃこんなに嬉しい！」と語った。アプガの振付師の竹中夏海はゲネプロの印象として「スタミナは確実についている」と語り「六本木から成長している感じ」と評価した。
また、この時期にTOWER RECORDS ONLINEの連載のインタビューを受けた。関根・新井愛瞳は、横浜BLITZに2階席（上）があるため、フォーメーションに意識を向け、丁寧にやりたいとした。また、森は六本木決戦の時も課題であった「一曲ごとの雰囲気の違い」を歌・ダンス・表情といった面で出したいとした。佐藤は「横浜BLITZを（中略）埋めないと次に行けない」と考えていた。

## 4月13日

### 開演まで
4月13日、アプガのメンバーは会場入りした。古川はハロプロエッグ時代と同じ楽屋だったことに触れ、当時より人数が少ないので広く感じたと語った。
その後、竹中の指導の下、新曲「ナチュラルボーン・アイドル」などのリハーサルが行われた。また、TOWER RECORDS ONLINEの連載のインタビューを受けた。佐藤と佐保はセットリストの1曲目が「あの坂の上まで、」であることについて触れ、アプガは攻める以外にも「魅せられるんだって意味も込められてる」と佐藤は説明した。一方佐保は同曲の歌い出しが自身のパートであることについて触れ「（オープニングに上映される映像を見て）感動で頭から泣いちゃったら歌えない」とパートを飛ばす懸念を漏らしていた。森は「次の章に繋げたい」とした。

### 開演後
横浜BLITZ大決戦は、14時開始の公演（昼公演）と18時開始（夜公演）の公演あわせて2回行われた。ここでは主に、昼公演の模様について述べる。
14時5分、客電が落ち、ステージ上にあるスクリーンに映像が映し出された。映像の内容は、メンバーの小さい頃の写真・ハロプロエッグ時代の映像・アプガ結成等、横浜BLITZ大決戦までのことを振り返るものであった。最後に仙石が「みんな、出陣だー！」と宣言して映像は終了し、続いてメンバーが初披露の新衣装で登場した。そして、4月10日にリリースされた「あの坂の上まで、」でライブがスタート。MCでは、空手を得意とする佐保が板割り5枚に成功した。
中盤のコーナーでは、メンバーが年下3人チーム（佐保・関根・新井）とお姉さんチーム（仙石・古川・森・佐藤）に分かれ、メンバー自身で考えた替え歌・朗読+寸劇が披露された。対バン行脚の「〜福岡決戦 VS LinQ〜」で「自分たちで考える」ということを学んだアプガのメンバーだが、今回はそれが活かされる形となった。年下3人チームはセットリストに初めてのオリジナル曲である「Going my ↑」が入っていなかったことから、同曲の歌詞をメンバーの特徴を表したものに替えて歌った。一方お姉さんチームは、グループの結成から横浜BLITZまでの経過を朗読+寸劇で表現。BIGLOBE MUSIC編集長の有本和貴は以下のように評価した。
同コーナーが終わり、2番目の初披露の新衣装で「夕立ち!スルー・ザ・レインボー」を披露した後、新曲「ナチュラルボーン・アイドル」を初披露した。本編終盤はアップテンポな曲を披露し、本編の最後は、BPM130でアプガの楽曲の中ではテンポが抑え気味な「End Of The Season」でしめくくった。
アンコールは、4月10日にリリースされた「Next Stage」で幕を開け、MCではメンバーがライブの感想を述べた。佐保は、最後の新人公演では悲しさ・寂しさ・「なんでエッグを解体みたいなするんだよっていう怒り」などの感情が入り混じっていたが、今日は「嬉しいっていう気持ちだけ」だったと説明した。さらに、メンバーから観客に対し、5月31日に1stフォトブック『アップアップガールズ（仮） 1stドキュメントフォトブック（仮） RUN! アプガ RUN!（仮）』が発売されることが発表された。一方、前々回（代官山決戦）・前回（六本木決戦）の単独ライブでは、このタイミングでタワーレコード代表取締役社長の嶺脇育夫がステージ上に登場し、メンバーに対しサプライズでの発表が行われてきた。しかし、今回はサプライズが無く、関係者スペースに居た嶺脇も動きを見せなかった。最後に、メンバーカラーのサイリウムをそれぞれ持ったメンバーが「サイリウム」を披露し、公演は終了を迎えた。もしくは、終了を迎えようとしていた。ところで、古川は、前回の単独ライブでこんな言葉を漏らしている。
今回はサプライズが無いままである。そして古川は泣いていた。この涙が意味するところをBARKSのytsuji a.k.a.編集部（つ）は2通りに推測している。
メンバーはステージを降りたが、客電はつかず、ステージにはスクリーンが現われた。ステージ裏のメンバーは曲がかかったことに驚いている。スタッフにステージに出るよう言われ、ステージに出ると、エンディングVTRが上映されていた。メンバーもファンもエンディングVTRを見守る中『特報』とスクリーンに表示され、
- オールナイトニッポンモバイルで5月からアプガのラジオ番組の配信が始まること。
- アプガの公式サイトが5月に始まること。

が発表された。そして、スクリーンには「横浜BLITZは満員でしょうか？」「NO!」と表示され、メンバーは「ごめんなさい」「そういうこと言わないでよ」などと反応を見せた。さらに、スクリーンには「この方に登場していただきましょう!」と表示され、ファンからの「育夫！」コールとともに、嶺脇がステージ上に登場した。嶺脇は、グループ初の単独ツアーである「アップアップガールズ（仮）1stライブハウスツアー アプガ第二章（仮）開戦」の開催を発表した。日程は以下の通り。いずれも2013年。
| 日付    | サブタイトル     | 会場                 |
| ------- | ---------------- | -------------------- |
| 8月31日 | 横浜リベンジ決戦 | 横浜BLITZ            |
| 9月07日 | 大阪決戦         | umeda AKASO          |
| 9月08日 | 名古屋決戦       | 名古屋クラブクアトロ |

横浜BLITZのキャパシティは1500人または1600人であるが、横浜BLITZ大決戦の昼公演の観客動員は約1000人・夜公演は1200人であり、2公演どちらとも会場を満員にすることができなかったため、このライブツアーの横浜BLITZで行われる公演は「横浜リベンジ決戦」として行われる。「次はいっぱいにしよう!」と嶺脇は檄を飛ばした。また、この発表に古川は泣き崩れていた。
こうして昼公演は終了した。メンバーは関根と仙石を除けばわりあい元気であったが、関根は腹痛に襲われ、仙石は喉の状態が急変し「しゃべる声が出ない状態」に陥った。そこで急きょ仙石のMCを仙石以外のメンバーが受け持つこととなった。夜公演が始まり、仙石の声は本調子では無いものの、歌うことは出来ていた。また関根のパフォーマンスにも問題はなかった。
夜公演のアンコールでは、客席が白いサイリウムで埋まり、最後の新人公演で見られた景色が再現された。古川は「2年半前は（中略）悲しい涙でしたが、今日はうれし涙！」とコメントした。森は公演後に「辞めようかなって思ったとき（中略）辞めなかったからまたこの景色が見れた」とコメントした。
最後に新井が「アプガは永久に不滅じゃー！」と宣言し、公演は終了を迎え、またこの日をもってアプガの第1章も終了を迎えた。

### 公演終了後
公演終了後もTOWER RECORDS ONLINEの連載のインタビューを受けた。仙石・佐藤・新井は満員にならなかったことについて触れ、中でも仙石・新井は「悔しい」と語った。また、横浜リベンジ決戦では会場を満員にするという決意をメンバー全員が語った。さらに、森・佐藤はその次のステップとして、中野サンプラザでライブを行うという目標を立て、佐保も公演中に「中野サンプラザのステージに立ちたいです」と宣言した。同所は、2009年6月に新人公演が行われ、佐藤が初めて観客の前でパフォーマンスした場所である。また、同所では毎年正月にハロー!プロジェクトのコンサートが行われており、ハロプロエッグメンバーは主にバックダンサーとして出演していた。2013年の正月には、アプガがゲストとして同所で行われた同コンサートに出演している。
新井は「笑顔がなくなったりするので、楽しんで笑顔で」と自らの課題について語っていたが、その課題については合格だったと自己評価した。また、michitomoは「新井さん（中略）いい感じで笑顔とか、魅惑（お願い魅惑のターゲット）のとことか、要は後ろのほう（後半の曲）とかもやってたから」と評価した。仙石は「単独のたびに声が出なくなる」ことが課題だとし、佐保は「（自己紹介で）もっと特別なものを割りたい」とした。
ボイストレーナーの杉浦良美は「ところどころ歌詞が聞こえなかったり」という課題を提示しながらも「感動的ないいライブになったと思います」とした。

## 4月14日以降
横浜BLITZ大決戦の翌日であり、またアプガ第2章の1日目である4月14日、アプガは東急東横線渋谷駅跡地「SHIBUYA ekiato」にて行われた『渋デジ！2013〜SHIBUYA TV-festival』に参加した。当イベントはアプガにとって第2章初のイベントで、「次の目標に向かって（中略）走り出」すイベントとなった。
4月29日、アプガはTOKYO FM HALLにてアップアップガールズ（仮）第50回 - 第52回公演を開催した。第50回公演と第51回公演は「アフター横浜BLITZ大決戦（仮）」というサブタイトルで行われ、横浜BLITZ大決戦で披露しなかった曲を全曲披露した。また、MCでは横浜BLITZの思い出がテーマとなった。
第52回公演は「仙石みなみ誕生日スペシャル リーダー公演（仮）」というサブタイトルで行われた。横浜BLITZ大決戦では、年下3人チームは「Going my ↑」の替え歌を披露し、お姉さんチームはグループの経過を朗読+寸劇で表現したが、今回は逆にお姉さんチームが「Going my ↑」の替え歌を披露し、年下3人チームが朗読を披露した。お姉さんチームの替え歌は、自分達4人を褒め称える内容のものが披露された後、仙石へのサプライズバージョンが披露された。そして、年下3人チームの朗読は「（仙石は）大切な時に曲紹介を間違えたり」などと、仙石のキャラを紹介するものであった。
2013年7月31日には、横浜BLITZ大決戦を映像化したDVD作品アップアップガールズ（仮） 3rd LIVE 横浜BLITZ大決戦（仮）が一般発売された。同DVDは2枚組となっており、Disc1にはライブ映像、Disc2にはリハーサルの模様・メイキング・昼公演でのサプライズの模様が収録されている。

## セットリスト
横浜BLITZ決戦のセットリストは以下の通り。土屋恵介は「パートごとに曲調のカラーが分かれているのが特徴的」と評価した。
| 順 | 曲名                            | 備考                                                          |
| -- | ------------------------------- | ------------------------------------------------------------- |
| 0- | overture（仮）                  |                                                               |
| 01 | あの坂の上まで、                | T-Palette Records参加後4枚目のシングル曲。                    |
| 02 | イチバンガールズ!               | 7枚目のシングル曲。                                           |
| 03 | マーブルヒーロー                | 5枚目のシングル曲。                                           |
| 04 | SAKURADRIVE                     | T-Palette Records参加後3枚目のシングル曲。                    |
| 05 | メチャキュン♡サマー ( ´ ▽ ` )ノ | 4枚目のシングル曲。                                           |
| 06 | カッコつけていいでしょ!         | 代官山決戦で初披露された曲。                                  |
| 07 | バレバレI LOVE YOU              | 2枚目のシングル曲。                                           |
| 08 | 夕立ち!スルー・ザ・レインボー   | 3枚目のシングル曲。                                           |
| 09 | ナチュラルボーン・アイドル      | 今回初披露の新曲。 T-Palette Records参加後5枚目のシングル曲。 |
| 10 | リスペクトーキョー              | T-Palette Records参加後2枚目のシングル曲。「横ブリなう」。    |
| 11 | サバイバルガールズ              | T-Palette Records参加後1枚目のシングル曲。                    |
| 12 | Shooting Star                   | 代官山決戦で初披露された曲。                                  |
| 13 | チョッパー☆チョッパー           | T-Palette Records参加後1枚目のシングル曲。                    |
| 14 | UPPER ROCK                      | 7枚目のシングル曲。                                           |
| 15 | お願い魅惑のターゲット          | 1枚目のシングルのカップリング曲。                             |
| 16 | アッパーカット!                 | 3枚目のシングル曲。                                           |
| 17 | End Of The Season               | 6枚目のシングル曲。                                           |

| 順 | 曲名                      | 備考                                       |
| -- | ------------------------- | ------------------------------------------ |
| 01 | Next Stage                | T-Palette Records参加後4枚目のシングル曲。 |
| 02 | ストレラ!〜Straight Up!〜 | T-Palette Records参加後2枚目のシングル曲。 |
| 03 | サイリウム                | 4枚目のシングルのカップリング曲。          |